# Henri Fornèsy
 (mai 2021).
La mise en forme du texte ne suit pas les recommandations de Wikipédia : il faut le « wikifier ».
Les points d'amélioration suivants sont les cas les plus fréquents. Le détail des points à revoir est peut-être précisé sur la page de discussion.
- Les titres sont pré-formatés par le logiciel. Ils ne sont ni en capitales, ni en gras.
- Le texte ne doit pas être écrit en capitales (les noms de famille non plus), ni en gras, ni en italique, ni en « petit »…
- Le gras n'est utilisé que pour surligner le titre de l'article dans l'introduction, une seule fois.
- L'italique est rarement utilisé : mots en langue étrangère, titres d'œuvres, noms de bateaux, etc.
- Les citations ne sont pas en italique mais en corps de texte normal. Elles sont entourées par des guillemets français : « et ».
- Les listes à puces sont à éviter, des paragraphes rédigés étant largement préférés. Les tableaux sont à réserver à la présentation de données structurées (résultats, etc.).
- Les appels de note de bas de page (petits chiffres en exposant, introduits par l'outil «  Source ») sont à placer entre la fin de phrase et le point final[comme ça].
- Les liens internes (vers d'autres articles de Wikipédia) sont à choisir avec parcimonie. Créez des liens vers des articles approfondissant le sujet. Les termes génériques sans rapport avec le sujet sont à éviter, ainsi que les répétitions de liens vers un même terme.
- Les liens externes sont à placer uniquement dans une section « Liens externes », à la fin de l'article. Ces liens sont à choisir avec parcimonie suivant les règles définies. Si un lien sert de source à l'article, son insertion dans le texte est à faire par les notes de bas de page.
- La présentation des références doit suivre les conventions bibliographiques. Il est recommandé d'utiliser les modèles {{Ouvrage}}, {{Chapitre}}, {{Article}}, {{Lien web}} et/ou {{Bibliographie}}. Le mode d'édition visuel peut mettre en forme automatiquement les références.
- Insérer une infobox (cadre d'informations à droite) n'est pas obligatoire pour parachever la mise en page.

Pour une aide détaillée, merci de consulter Aide:Wikification.
Si vous pensez que ces points ont été résolus, vous pouvez retirer ce bandeau et améliorer la mise en forme d'un autre article.
Henri Fornèsy (Orbe, 11 novembre 1803 - Athènes, 16 avril 1872) était un philhellène suisse qui a servi dans la lutte pour l'indépendance de la Grèce .

## Biographie
Il est né à Orbe, en Suisse, à 20 km de Lausanne le 11 novembre 1803. Son père était Herny François Fornèsy (13 Mai 1750-30 mars 1811), homme militaire, et sa mère Ursule-Caroline-Emilie Lex ( Yverdon-les-Bains, 1775 - ? ). Son père est mort quand Henry était jeune, laissant sa mère avec Henry et ses quatre sœurs.
Lui-même, dans la liste des philhellènes qu'il a enregistrée, a noté sur lui-même et sur son rôle dans la révolution seulement quelques mots: «officier adjoint des philhellènes».
Le 26 février / 9 mars 1836, il reçoit la médaille d'argent de la lutte  décernée par l'État aux officiers ayant participé à la révolution de 1821.
En 1837, il fut nommé sous-lieutenant dans l'armée grecque et reçut des éloges pour ses services dans la garnison de Mesolonghi, parmi ceux qui excellèrent «dans les dernières anomalies en Acarnanie et en Étolie et contre les bandits»  .
Fornèsy a écrit une liste de biographies et de notes historiques des philhellènes qui sont morts pour l'indépendance grecque, ou étaient au service de la Grèce de 1821 à 1860, ou ceux qui ont vécu en Grèce en 1860. Son manuscrit, intitulé "Le monument des Philhellènes", a été créé d'après le traducteur de son œuvre, Kalliopi Kampouroglou "sur la base des notes les plus précises et officielles du distingué colonel philhellène français Hilarion Touret ". Fornèsy lui-même déclare qu "il doit les premières notes sur les Philhellènes", dans le cadre de la description ardente de Touret, qu'il mentionne comme son ami.
Un autre ouvrage, moins connu, est un manuscrit intitulé "L'Histoire du corps régulier de la Grèce depuis sa première organisation en 1821 jusque 1831". Il s'agit essentiellement d'une traduction de l'œuvre de Christos Byzantios qui porte le même titre.
Le fils de Henry Fornèsy était Jules Fornèsy .

## Œuvres de Fornèsy
Les œuvres de Fornèsy se trouvent au département des manuscrits de la Bibliothèque nationale de Grèce (FORNÈSY Henri):
- Le monument des philhellènes, 1860, numéro manuscrit 1697
- L'Histoire du corps régulier de la Grèce depuis sa première organisation en 1821 jusque 1831 , 210 pages, manuscrit numéro 1736

Son travail pour les Philhellènes a été traduit et publié en 1884 dans la revue "Evdomas":
- Les Philhellènes. Dossier complet des Grecs combattant en Grèce, Errikos Fornezis, traducteur Kalliopi Kampouroglou, 1884, dans la revue Evdomas [8],[9]

En 2021, il a été publié à nouveau par Costas Papailiou et Anastasia Tsagkaraki, avec de nombreuses informations biographiques sur Fornèsy, mais aussi des études / commentaires comme titre d'ouverture de la série "Librairie Philhellénique":
- "La liste des philhellènes d'Henri Fornèsy", 2021 [10]